# Petrolisthes politus
Petrolisthes politus är en kräftdjursart som först beskrevs av Gray 1831.  Petrolisthes politus ingår i släktet Petrolisthes och familjen porslinskrabbor. Inga underarter finns listade i Catalogue of Life.